# Cratere Koy
Koy  è un cratere sulla superficie di Marte.